# Гугалана
Гугалана (від шумер. 𒄞𒃲𒀭𒈾 gud.gal.an.na або 𒀭𒄘𒃲𒀭𒈾 dgu.gal.an.na; «Великий Бик Небес» або «Великий Бик Ану») — божество в ассирійській та вавилонській міфології, персоніфікація сузір'я Тельця та чоловік Ерешкігаль. Ототожнюється із Великим Биком бога Ану. В деяких глосаріях його прирівнюють до Нергала, проте підтверджень цієї теорії нема.

## Міфілогія
Бик мав глибоке та багатогранне значення в месопотамській культурі, що простежується принаймні з ранньодинастичного періоду до нововавилонського або халдейського періоду. Дикий бик, зокрема, високо цінувався за свою виняткову фізичну силу, величезні розміри, лютість та виразні очі, що робило його природним і потужним символом необробленої сили. Крім своїх диких рис, важливість бика також походила від його вирішальної ролі в сільському господарстві (наприклад, оранка, перевезення возів) та його використання як джерела їжі та жертовних підношень богам. Символіка бика була універсальною, здатною виражати войовничі якості, пов'язані з богом, аспекти штормів (такі як рев, схожий на грім), і різні види родючості, що охоплювали як сільськогосподарський достаток, так і сексуальну життєздатність.
Деякі вчені вважають «Бика Небес» тією ж фігурою, що й Гугалана, який був чоловіком Ерешкігаль, цариці Підземного Світу. Ця ідентифікація помітно згадується в шумерському міфі «Низходження Інанни до Підземного Світу», де Інанна називає Гугалана чоловіком своєї сестри Ерешкігаль. У цьому контексті спуск Інанни іноді мотивується її бажанням відвідати похорон Гугалани. Одною з причин потрапляння Бика Небес до підземного світу могло бути покарання за непристойну поведінку.

### Гугалан та Ерешкігаль
У шумерському міфі «Низходження Інанни до Підземного Світу» Гугалана виступає чоловіком Ерешкігаль, сестри Інанни та грізної цариці мертвих. Хоча основною мотивацією для спуску Інанни часто вказується її амбіція повалити сестру, деякі інтерпретатори припускають, що її подорож до підземного світу була для відвідування похорону Гугалани.
Існують дві версії щодо причин загибелі Гугалана. Одна з них стверджує, що Гугалана не виявив поваги до Ерешкігаль на зустрічі богів, і тому вона бажала його смерті в підземному світі. Інша історія розповідає, що Гугалана покинув Ерешкігаль після шести днів кохання, і розлючена Ерешкігаль погрожувала богам, що не зможе виконувати свої обов'язки через завдану ним душевну рану. У відповідь боги відправили Гугалану жити з нею до підземного світу, де він і помирає.

### Епос про Гільгамеша
У стандартній вавилонській версії Епосу про Гільгамеша (Табличка VI) богиня Іштар, східносемітський еквівалент Інанни, вимагає Бика Небес від свого батька Ану. Ця вимога є прямим наслідком відмови Гільгамеша від її сексуальних залицянь, що розлючує Іштар і підживлює її бажання помсти.
Ану спочатку висловлює занепокоєння, заявляючи, що випуск Бика призведе до семи років голоду. Однак Іштар погрожує розбити ворота Підземного Світу і підняти мертвих, щоб вони пожирали живих, якщо її вимога не буде виконана, і Ану зрештою поступається її погрозам. Натомість у ранішій шумерській поемі «Гільгамеш і Бик Небес» Бик посилається богинею Інанною з причин, які є «незрозумілими». У цій версії погроза Інанни до Ану є менш серйозною: вона шантажує батька лише «криком», який пролунає між небом і землею, а не підняттям мертвих.
Після свого випуску Бик Небес спричиняє широкомасштабні руйнування в Уруці. Його перший подих створює діру в землі, достатньо велику, щоб у неї впало сто людей, а другий подих створює ще більшу діру, яка затримує ще двісті. Бик послідовно описується як істота «аномально великого розміру та лютості». У шумерській поемі його руйнівні дії включають поїдання пасовищ та висушування річок, спричиняючи величезні екологічні збитки.
Гільгамеш та його вірний супутник Енкіду разом протистоять і зрештою вбивають Бика. Аккадська розповідь деталізує їхні скоординовані зусилля: Енкіду заходить за Бика і тягне його за хвіст, відволікаючи його, тоді як Гільгамеш встромляє свій меч у шию Бика, завдаючи смертельного удару. Після вбивства вони приносять серце Бика в жертву богу сонця Шамашу. Відразу після цього Іштар стоїть на стінах Урука і проклинає Гільгамеша. У зухвалому вчинку Енкіду відриває праве стегно Бика і кидає його в обличчя Іштар, глузуючи з неї. Іштар у відповідь збирає «кучерявих куртизанок, повій та блудниць» і наказує їм оплакувати Бика Небес, тоді як Гільгамеш святкує його поразку. Вбивство Бика Небес, особливо зухвалий вчинок Енкіду, який кинув його стегно в Іштар, є прямою причиною того, що боги засуджують Енкіду до смерті.

## Астрономічна ідентифікація з сузір'ям Тельця

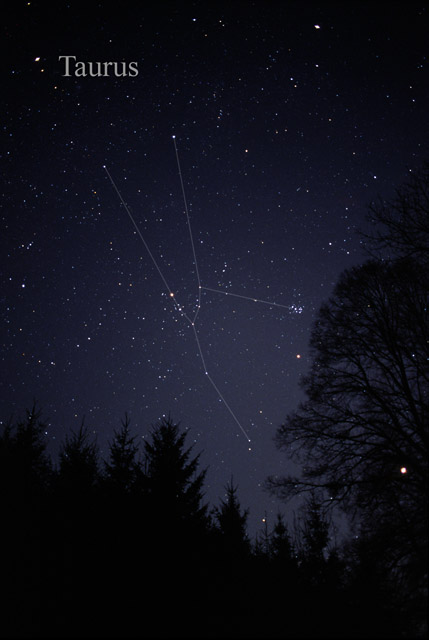
Фото сузір'я Тельця.

Уявлення про те що сузір'я Тельця є Биком Небес сягає ще ранньої бронзової доби. У вавилонському астрономічному творі mul.apin (𒀯𒀳) прямо вказується на причетність Бика Небес до сузір'я. Міф про вбивство Бика, можливо, мав значне астрономічне значення для стародавніх месопотамців. Ассиріологи Джеремі Блек та Ентоні Грін припускали, що кидання Енкіду правого стегна Бика в Іштар може слугувати етіологічним міфом, пояснюючи, чому сузір'я Тельця, як видається, має відсутню задню частину.
Період, відомий як «Епоха Тельця» (приблизно 4000–2000 рр. до н.е. або 4300–1580 рр. до н.е.) може пролити трохи світла на розуміння важливості сузір'я. Протягом цієї епохи  сонце сходило в Тельці під час весняного рівнодення, що глибоко підсилювало статус бика як божественного та сільськогосподарського символу. Правління історичного царя Гільгамеша (приблизно 2800–2500 рр. до н.е.) припадає на цю «Епоху Тельця», що додатково пов'язує міф з його астрономічним контекстом.

## Вплив на пізніші наративи

### Мотив семи років голоду
Мотив семи років голоду, що настає після смерті героя або як наслідок божественного гніву, є поширеним у близькосхідних міфах. У Епосі про Гільгамеша бог Ану спочатку заперечує проти випуску Бика Небес, оскільки це призведе до семи років голоду:
- Угаритський міф про смерть Акхата: в епосі про Акхата, коли герой Акхат гине, його смерть порушує природний порядок. Богиня Анат, яка прагне отримати його лук, але зазнає поразки. Розлючена богиня зрештою спричиняє загибель Акхата. Після його смерті земля страждає від семи років посухи та голоду[18].
- Біблійна історія Йосипа (Книга Буття): історія Йосипа представляє мотив семи років голоду як пророче попередження, дане Богом. Фараон Єгипту бачить сни про сім гладких корів і сім худих, а також про сім повних колосків і сім сухих. Йосип, який має дар тлумачення снів, пояснює, що це пророцтво про сім років достатку, за якими підуть сім років жорстокого голоду. Завдяки мудрості Йосипа, Єгипет накопичує запаси протягом років достатку, що дозволяє їм пережити голод, який вражає весь регіон[17].
- Коран (Сура Юсуф, вірші 47-48): також містить опис історії Йосипа (Юсуфа) та передбачення голоду. Це пророцтво про сім років достатку, за якими слідують сім років труднощів, що також вимагає від людей накопичувати їжу[19].

### Паралелі з давньогрецькими епосами

Тесей демонструє впійманого бика жителям Афін.

Німецький класичний вчений Вальтер Буркерт зазначає пряму паралель між сценою, де Іштар приходить до Ану, вимагаючи Бика Небес після відмови Гільгамеша, та сценою з Книги V Іліади. В Епосі про Гільгамеша розгнівана Іштар скаржиться своїй матері Анту, але Ану м'яко дорікає їй. У Іліаді Афродіта, грецький варіант Іштар, поранена грецьким героєм Діомедом і тікає на гору Олімп, де плачеться своїй матері Діоні, її висміює сестра Афіна, і їй м'яко дорікає її батько Зевс. Буркерт також підкреслює лінгвістичну схожість: ім'я Діона є фемінізацією імені Зевса, так само як Анту є жіночою формою Ану.
Британський класичний вчений Грем Андерсон зазначає, що в Одіссеї люди Одіссея вбивають священну худобу Геліоса і за це засуджуються богами до смерті, що дуже схоже на долю Енкіду в Епосі про Гільгамеша. Схожість поглиблюється тим, що в обох випадках вбиті істоти є биками, звільненими від природної смерті, а засуджені до смерті є супутниками героя, чия смерть змушує героя продовжувати свою подорож на самоті. Крім того, в обох епосах описується дискусія серед богів щодо того, чи повинна винна сторона померти, а погроза Геліоса Зевсу, якщо він не помститься за забій його худоби в Одіссеї, дуже схожа на погрозу Іштар Ану, коли вона вимагає Бика в Епосі про Гільгамеша.
Брюс Лоуден порівнює глузування Енкіду над Іштар відразу після вбивства Бика Небес із глузуванням Одіссея над гігантом Поліфемом у Книзі IX Одіссеї. В обох випадках зарозумілість героя після очевидної перемоги призводить до того, що божество проклинає його.
Тема жертовного бика також простежується в різних цивілізаціях. Після перемоги над Биком Небес Гільгамеш вирізає його серце, щоб принести в жертву богу сонця Шамашу, а роги, наповнені олією, пропонує своєму божественному батькові Лугальбанді. Ця практика має паралелі з грецьким каноном: критський бик, якого захопив Тесей, також був принесений у жертву богу Аполлону за пропозицією Тесея.